# بيلي (مغن راب)
أحمد بلشي (بالإنجليزية: Belly)‏ (7 أبريل 1984 في جنين - ) والمعروف باسم «بيلي» هو رابر ومغني وكاتب أغاني ومنتج تسجيلات كندي من أصول فلسطينية. ولد في مدينة جنين في الضفة الغربية، دولة فلسطين. وترعرع في العاصمة الفيدرالية أوتاوا، انخرط بلشي في مهنة كموسيقي وهو في عمر 16 حيث عزف على الطبول في فرق موسيقية محلية مختلفة في أوتاوا. حصل على جائزة جونو عام 2008 لأفضل مطرب راب في كندا.

## جوائز وترشيحات

### جائزة الأوسكار
| السنة                                     | العمل المرشح | التصنيف                          | النتيجة | مرجع  |
| ----------------------------------------- | ------------ | -------------------------------- | ------- | ----- |
| حفل توزيع جوائز الأوسكار الثامن والثمانون | "Earned It"  | جائزة الأوسكار لأفضل أغنية أصلية | ترشح    | [ 5 ] |

### جائزة بلاك ريل
| السنة                                     | العمل المرشح | التصنيف                   | النتيجة | مرجع  |
| ----------------------------------------- | ------------ | ------------------------- | ------- | ----- |
| حفل توزيع جوائز الأوسكار الثامن والثمانون | "Earned It"  | Outstanding Original Song | ترشح    | [ 6 ] |

### جائزة غرامي
| السنة                                     | العمل المرشح | التصنيف                                               | النتيجة | مرجع  |
| ----------------------------------------- | ------------ | ----------------------------------------------------- | ------- | ----- |
| حفل توزيع جوائز الأوسكار الثامن والثمانون | "Earned It"  | جائزة غرامي لأفضل أغنية R&B                           | ترشح    | [ 7 ] |
| حفل توزيع جوائز الأوسكار الثامن والثمانون | "Earned It"  | جائزة جرامي لأفضل أغنية مكتوبة لوسائل الإعلام المرئية | ترشح    | [ 7 ] |

### جائزة آي هارت راديو الموسيقية
| السنة                                     | العمل المرشح | التصنيف            | النتيجة | مرجع  |
| ----------------------------------------- | ------------ | ------------------ | ------- | ----- |
| حفل توزيع جوائز الأوسكار الثامن والثمانون | "Earned It"  | أفضل أغنية من فيلم | ترشح    | [ 8 ] |

### جائزة جونو
| السنة | العمل المرشح       | التصنيف                   | النتيجة | مرجع   |
| ----- | ------------------ | ------------------------- | ------- | ------ |
| 2008  | Himself            | فنان العام الجديد         | ترشح    | [ 9 ]  |
| 2008  | "The Revolution"   | جائزة تسجيلات الراب للعام | فاز     | [ 9 ]  |
| 2016  | Himself            | كاتب أغاني العام          | فاز     | [ 10 ] |
| 2017  | Himself            | جائزة اختيار المعجبين     | ترشح    | [ 9 ]  |
| 2017  | "يوم آخر في الجنة" | جائزة تسجيلات الراب للعام | ترشح    | [ 9 ]  |
| 2018  | الراب الغامض       | جائزة تسجيلات الراب للعام | ترشح    | [ 9 ]  |
| 2019  | مهاجر              | جائزة تسجيلات الراب للعام | ترشح    | [ 9 ]  |

### جائزة جمعية الملحنين والمؤلفين وناشري الموسيقى في كندا لتأليف الأغاني
| السنة | العمل المرشح | التصنيف                           | النتيجة | مرجع   |
| ----- | ------------ | --------------------------------- | ------- | ------ |
| 2015  | "Wanderlust" | Urban/Independent Music           | فاز     | [ 11 ] |
| 2016  | Himself      | كاتب أغاني العام                  | فاز     | [ 11 ] |
| 2016  | "The Hills"  | International Song Pop/Rock Music | فاز     | [ 11 ] |
| 2016  | "Earned It"  | International Song Pop/Rock Music | فاز     | [ 11 ] |
| 2017  | "Might Not"  | موسيقى حضرية                      | فاز     | [ 11 ] |

## روابط خارجية
- بيلي على موقع IMDb (الإنجليزية)
- بيلي على موقع ميوزك برينز (الإنجليزية)
- بيلي على موقع أول ميوزيك (الإنجليزية)
- بيلي على موقع ديسكوغز (الإنجليزية)
- بيلي على موقع ديسكوغز (الإنجليزية)